# Nino Sganzetta
Angelo (Nino) Sganzetta (1888 – Torino, 18 maggio 1955) è stato un arbitro di calcio italiano.

## Biografia
Oltre ad essere arbitro di calcio è stato cronometrista di gare di nuoto. Rappresentò la sua società, la Unione Sportiva Torinese alle sedute del Comitato Regionale Piemontese dell'Unione Velocipedistica Italiana (U.V.I.) a partire dal 1919.
Il 1º settembre 1923 fu eletto in assemblea segretario del Comitato Regionale Piemontese della F.I.G.C., quale rappresentante del Football Club Pastore.
Con la cessazione dell'attività sportiva del Pastore passò al Gruppo Sportivo FIAT.
L'ultima squadra che lo tesserò nella stagione 1928-1929 fu la Fedelissima Cuneese (di Cuneo non di Torino come citato da "La Stampa").

## Arbitro
Iniziò ad arbitrare nel 1919 dopo aver sostenuto il corso di abilitazione all'inizio della stagione.

Fu per diversi anni un dirigente del Comitato Regionale Piemontese in rappresentanze di società torinesi che non sono state mai né il Torino né la Juventus. Per questo motivo ebbe la possibilità di arbitrare entrambe.
Alla costituzione del Gruppo Arbitri Torinesi "Enrico Canfari" fu uno degli arbitri fondatori.

Arbitrò fino alla fine della stagione sportiva 1928-1929.